# Syzeuctus comptus
Syzeuctus comptus là một loài tò vò trong họ Ichneumonidae.